# Sløserup Rundhøj
Sløserup Rundhøj er en gravhøj med jættestue fra yngre stenalder i udkanten af landsbyen Sløsserup i Guldborgsund Kommune. Højen er berejst af Nationalmuseet i 1879, 1921 og 1954, og af Skov- og Naturstyrelsen i 1984. Der er fundet 22 stenflækker ved undersøgelsen i 1921. Disse flækker er i dag i Nationalmuseets magasin.

## Link
- Fund og fortidsminder

54°43′12″N 11°45′15″Ø / 54.72°N 11.7542°Ø